# Australia la Concursul Muzical Eurovision
Australia a participat la Concursul Muzical Eurovision pentru prima oară în 2015, în Viena, terminând pe locul 5, cu 196 de puncte. Deși se zvonea că Australia va participa o singură dată, aceasta a devenit un membru permanent.

## Istoric
Operatorul australian de radio, SBS, a transmis concursul prima dată în 1983, având o tradiție neîntreruptă în această speță, dat fiind faptul numărul uriaș de telespectatori generați de legăturile politice și culturale cu Europa.
Din 2006 până în 2009, Australia a difuzat transmisiunea Marii Britanii până ce Julia Zemiro și Sam Pang au fost numiți comentatori ai concursului în Australia, înlocuindu-i pe Paddy O'Connell și Terry Wogan, comentatorii din UK.
Din 2010, australienilor le-a fost permis să voteze pentru a intra în spiritul concursului mai bine, dar voturile lor nu au fost luate în considerare, neafectând clasamentul final.

### Interval act-ul din 2014
Pe 24 martie 2014, operatorul danez de radio, DR, le-a permis celor de la SBS să participe ca și interval act al celei de-a doua semifinale. O zi mai târziu, Jessica Mauboy a fost aleasă din interiorul televiziunii să câte pe scena din Copenhaga melodia sa „Sea of Flags” (Mare de stindarde).

### 2015
SBA a debutat oficial în concurs cu Guy Sebastian și melodia sa „Tonight Again”. Pentru a nu reduce șansele celorlalte țări de a avansa în finală, ORF a hotărât ca Australia să intre direct în finală, de unde a ieșit cu un respectabil loc 5.

## Participări
Legendă
     Câștigător
     Locul al doilea
     Locul al treilea
     Ultimul loc
| An   | Gazdă     | Artist             | Titlu                   | Finală           | Puncte           | Semi-finală                | Puncte                     |
| ---- | --------- | ------------------ | ----------------------- | ---------------- | ---------------- | -------------------------- | -------------------------- |
| 2015 | Viena     | Guy Sebastian      | Tonight Again           | 5                | 196              | Finalist automat (invitat) | Finalist automat (invitat) |
| 2016 | Stockholm | Dami Im            | Sound of Silence        | 2                | 511              | 1                          | 330                        |
| 2017 | Kiev      | Isaiah             | Don't Come Easy         | 9                | 173              | 6                          | 160                        |
| 2018 | Lisabona  | Jessica Mauboy     | We Got Love             | 20               | 99               | 4                          | 212                        |
| 2019 | Tel Aviv  | Kate Miller-Heidke | Zero Gravity            | 9                | 285              | 1                          | 261                        |
| 2020 | Rotterdam | Montaigne          | Don't Break Me          | Anulat           | Anulat           | Anulat                     | Anulat                     |
| 2021 | Rotterdam | Montaigne          | Technicolour            | Nu s-a calificat | Nu s-a calificat | 14                         | 28                         |
| 2022 | Torino    | Sheldon Riley      | Not the same            | 15               | 125              | 2                          | 243                        |
| 2023 | Liverpool | Voyager            | Promise                 | 9                | 151              | 1                          | 149                        |
| 2024 | Malmö     | Electric Fields    | One Milkali (One Blood) | Nu s-a calificat | Nu s-a calificat | 11                         | 41                         |
| 2025 | Basel     | Go-Jo              | Milkshake Man           | Nu s-a calificat | Nu s-a calificat | 11                         | 41                         |